# Тихоокеанский франк
Тихоокеанский франк, франк КФП (фр. CFP franc), часто просто франк — денежная единица, использующаяся в следующих заморских территориях Франции: Французская Полинезия, Новая Каледония, Уоллис и Футуна.
Эмиссию валюты осуществляет Эмиссионный институт заморских территорий Франции.
При его введении в декабре 1945 года (тогда же был введён Франк КФА) аббревиатура CFP складывалась из начальных букв французских слов Colonies françaises du Pacifique (Тихоокеанские французские колонии). С 1967 года денежная единица стала называться «франк французских контор в Тихом океане» (от Comptoirs françaises du Pacifique — Французские конторы в Тихом океане). Затем аббревиатура CFP (КФП) официально расшифровывалась как Change Franc Pacifique (тихоокеанский обменный франк). Постановление от 15 сентября 2021 г., вступившее в силу 26 февраля 2022 г., определяет название франка CFP как «франк французских общин Тихого океана».
Код ISO 4217 — XPF (953). Официальное название валюты в Общероссийском классификаторе валют — франк КФП.

## История
Франк КФП введён декретом от 26 декабря 1945 года. В связи с неустойчивостью французского франка паритет был установлен не к нему, а к доллару США, игравшему значительную роль в Океании. В 1949 году был установлен курс: 1 доллар США = 49,60 франков КФП. Курс к французскому франку определялся из соотношения доллара США и франка КФП и составлял: с 26 декабря 1945 года 100 франков КФП = 240 французских франков, с 26 января 1946 года — 432 французских франка, с 18 октября 1948 года — 531 французский франк, с 27 апреля 1949 года — 548 французских франков, с 20 сентября 1949 года — 550 французских франков.
25 сентября 1948 года принят закон, лишающий Банк Индокитая права эмиссии во французских заморских владениях. Однако фактически право эмиссии принадлежало до 1967 года.
С 20 сентября 1949 года паритет к доллару США был отменён, был установлен курс: 1 франк КФП = 5,50 французских франков. После денежной реформы с 1 января 1960 года 100 франков КФП = 5,50 французских франков.
22 декабря 1966 года принят закон о деятельности Эмиссионного института заморских территорий. 1 апреля 1967 года правительством Франции учреждён Эмиссионный институт заморских территорий, которому переданы эмиссионные функции Банка Индокитая.
После введения евро с 1 января 2002 года установлено соотношение: 1000 франков КФП = 8,38 евро.

## Банкноты в обращении

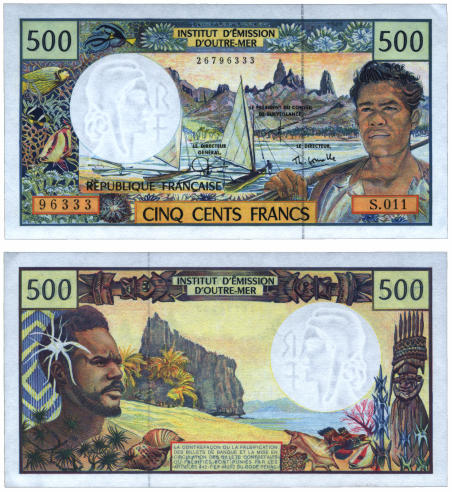
500 французских тихоокеанских франков

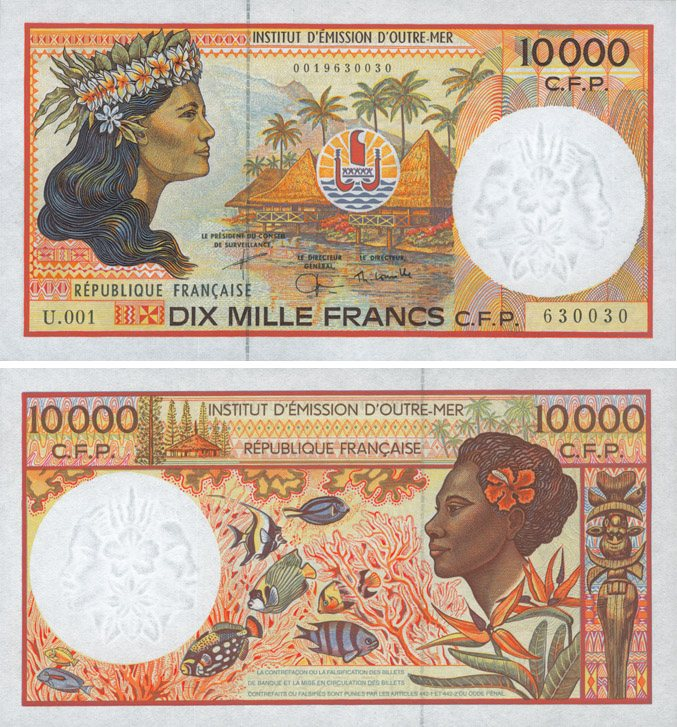
10 000 французских тихоокеанских франков

В обращении в Новой Каледонии, Уоллисе и Футуне, Французской Полинезии находятся банкноты одинакового дизайна достоинством:
- 500 франков,
- 1 000 франков,
- 5 000 франков,
- 10 000 франков.

В 2014 году в обращение вышли банкноты новой серии изменённого дизайна и тех же номиналов. Каждая банкнота представляет одну из территорий Французской Полинезии. Значительно увеличена степень защиты банкнот.

## Монеты в обращении
Монеты выпускаются в обращение двух образцов: первого — для Новой Каледонии и Уоллиса и Футуны, второго — для Французской Полинезии. Монеты обоих образцов являются законным платёжным средством на всех указанных территориях. В обращении находятся монеты достоинством:
- 1 франк,
- 2 франка,
- 5 франков,
- 10 франков,
- 20 франков,
- 50 франков,
- 100 франков

### Монеты Новой Каледонии и Уоллиса и Футуны
| Изображение | Номинал     | Материал и размеры                        | Изображение на аверсе | Изображение на реверсе                                                                             | Годы выпуска                                                         |
| ----------- | ----------- | ----------------------------------------- | --- | -------------------------------------------------------------------------------------------------- | -------------------------------------------------------------------- |
|             | 1 франк     | Алюминий, диаметр 23 мм.                  | Сидящая Марианна. Слева и справа надписи RÉPUBLIQUE FRANCAISE и с 1972 г. I·E·O·M (Institut d'émission d’outre-mer). Внизу год выпуска.               | Птица кагу между ветвей; вверху номинал 1 FRANC. Внизу надпись полукругом NOUVELLE CALEDONIE.      | 1971—1973, 1977, 1981—1985, 1988—1991, 1994, 1996—2005               |
|             | 2 франка    | Алюминий, диаметр 27 мм.                  | Сидящая Марианна. Слева и справа надписи RÉPUBLIQUE FRANCAISE и с 1973 г. I·E·O·M (Institut d'émission d’outre-mer). Внизу год выпуска.               | Птица кагу между ветвей; вверху номинал 2 FRANCS. Внизу надпись полукругом NOUVELLE CALEDONIE.     | 1971, 1973, 1977, 1982, 1983, 1987, 1989, 1990, 1991, 1995—2005      |
|             | 5 франков   | Алюминий, диаметр 31 мм.                  | Сидящая Марианна. Слева и справа надписи RÉPUBLIQUE FRANCAISE и с 1983 г. I·E·O·M (Institut d'émission d’outre-mer). Внизу год выпуска.               | Птица кагу между ветвей; вверху номинал 5 FRANCS. Внизу надпись полукругом NOUVELLE CALEDONIE.     | 1952, 1983, 1986, 1989, 1990—1992, 1994, 1997—2005                   |
|             | 10 франков  | Никель, диаметр 24 мм.                    | Голова Марианны влево. Круговая надпись RÉPUBLIQUE FRANCAISE. Внизу в две строки I·E·O·M (Institut d'émission d’outre-mer) (с 1972 г.) и год выпуска. | Проа на фоне скал «Башни Нотр-Дама»; внизу номинал 10 °F. Круговая надпись NOUVELLE CALEDONIE.     | 1967, 1970, 1972, 1973, 1977, 1983, 1986, 1989—1992, 1995—2005       |
|             | 20 франков  | Никель, диаметр 28.5 мм.                  | Голова Марианны влево. Круговая надпись RÉPUBLIQUE FRANCAISE. Внизу в две строки I·E·O·M (Institut d'émission d’outre-mer) (с 1972 г.) и год выпуска. | Три головы зебу; внизу номинал 20 °F. Круговая надпись NOUVELLE CALEDONIE.                         | 1967, 1970, 1972, 1977, 1983, 1986, 1990—1992, 1996, 1997, 1999—2005 |
|             | 50 франков  | Никель, диаметр 33 мм.                    | Голова Марианны влево. Круговая надпись RÉPUBLIQUE FRANCAISE. Внизу в две строки I·E·O·M (Institut d'émission d’outre-mer) (с 1972 г.) и год выпуска. | Коническая хижина в окружении деревьев; внизу номинал 50 °F. Круговая надпись NOUVELLE CALEDONIE.  | 1967, 1972, 1983, 1987, 1991, 1992, 1996, 1997, 2000—2005            |
|             | 100 франков | Никелево- бронзовый сплав, диаметр 30 мм. | Голова Марианны влево. Круговая надпись RÉPUBLIQUE FRANCAISE. Внизу в две строки I·E·O·M (Institut d'émission d’outre-mer) и год выпуска.             | Коническая хижина в окружении деревьев; внизу номинал 100 °F. Круговая надпись NOUVELLE CALEDONIE. | 1976, 1984, 1987, 1988, 1991, 1992, 1994—2005                        |

### Монеты Французской Полинезии
| Изображение | Номинал     | Форма и цвет        | Изображение на аверсе | Изображение на реверсе |
| ----------- | ----------- | ------------------- | --------------------- | ---------------------- |
|             | 1 франк     |                     |                       |                        |
|             | 2 франка    |                     |                       |                        |
|             | 5 франков   |                     |                       |                        |
|             | 10 франков  |                     |                       |                        |
|             | 20 франков  | круг, металлический |                       |                        |
|             | 50 франков  | круг, металлический |                       |                        |
|             | 100 франков | круг, бронзовый     |                       |                        |

## Режим валютного курса
Курс франка КФП привязан к евро в соотношении 1000 франков КФП = 8,38 евро.